# Anna Bader

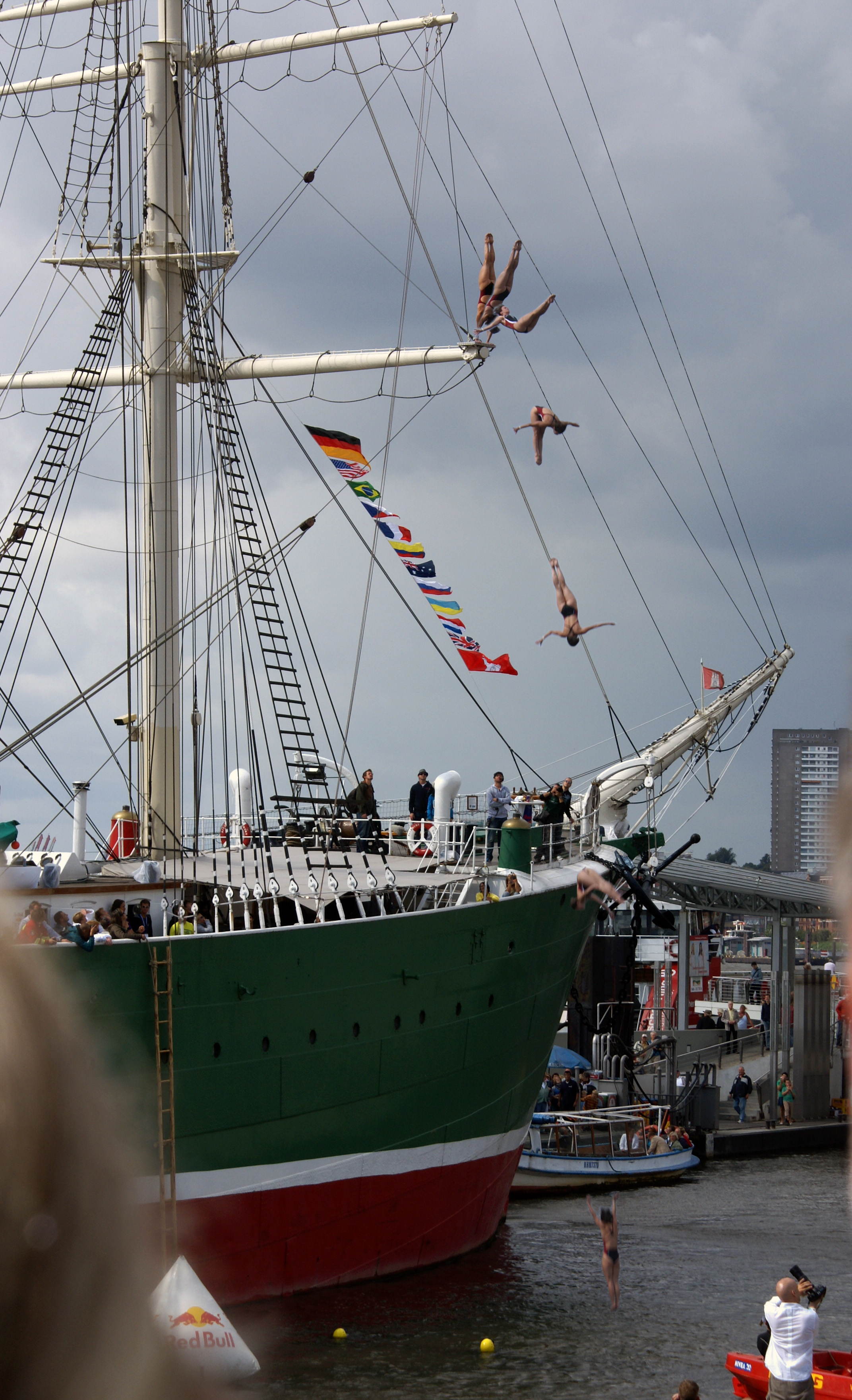
Anna Bader als Gastspringerin beim Red Bull Cliff Diving in Hamburg 2009

Anna Natascha Bader (* 12. Dezember 1983 in Mutlangen, Baden-Württemberg) ist eine deutsche Klippenspringerin und Wasserspringerin. Sie ist siebenfache Europameisterin im Klippenspringen und gewann bei den Schwimmweltmeisterschaften 2013 die Bronzemedaille.

## Werdegang
Anna Bader wurde als Tochter der zweimaligen Olympiateilnehmerin im Gerätturnen Angelika Kern-Bader im baden-württembergischen Mutlangen geboren und wuchs in Morbach im Hunsrück und in Nordrhein-Westfalen auf; sie besuchte zwei Jahre lang die Grundschule in Teningen. Zwischen 1994 und 1996 trainierte sie unter Anleitung der Olympiasieger Larissa und Wiktor Klimenko im Landesleistungszentrum für Kunstturnen in Niederwörresbach und qualifizierte sich zwei Mal für die deutschen Einzelmeisterschaften. Im Alter von 13 Jahren begann sie zusätzlich beim SSV Trier mit dem Wasserspringen, 1999 wechselte Bader wegen der besseren Trainingsbedingungen zum Mainzer Schwimmverein. 2001 wurde Anna Bader mit dem KTV Niederwörresbach deutsche Mannschaftsmeisterin im Kunstturnen. Mit 17 Jahren lernte Bader auf Jamaika das Klippenspringen kennen. 2005 wurde sie in Ponte Brolla (Schweiz) zum ersten Mal Europameisterin im Klippenspringen der Frauen. Diesen Erfolg wiederholte sie 2007 in Ponte Brolla, 2008 in Cavergno (Schweiz) sowie 2009, 2011 und 2012 in Ponte Brolla.
Zwischen 2000 und 2003 erreichte Anna Bader bei den deutschen Jugendmeisterschaften im Kunst- und Turmspringen mehrere Medaillen; unter anderem wurde sie 2002 deutsche Meisterin in der Kombination. Gemeinsam mit Ina Schmitt gewann Bader bei den deutschen Seniorenmeisterschaften 2004 in Aachen die Bronzemedaille im Synchronspringen. Der Deutsche Schwimm-Verband (DSV) berief sie außerdem einmal in den B1-Kader der deutschen Nationalmannschaft. Im Dezember 2013 gewann Bader in Dresden gemeinsam mit Julia Wenskus bei der deutschen Mannschaftsmeisterschaft den DSV-Kürpokal im Synchronspringen vom Turm.
2003 legte Bader in Mainz ihr Abitur ab und studierte anschließend an der Johannes Gutenberg-Universität Mainz Englisch, Spanisch und Geographie.
Zwischen 2010 und 2012 trat Bader in Macau in der größten Wassershow der Welt, „The House of Dancing Water“, auf. Im August 2013 war sie in der deutschen Ausgabe des Männermagazins Playboy zu sehen.
2014 begann sie in Freiburg im Breisgau ihr Lehramtsreferendariat in den Fächern Englisch und Erdkunde, das sie 2016 erfolgreich abschloss.
Anna Bader lebt zusammen mit ihrem Lebensgefährten und ihren beiden Kindern in Morbach im Hunsrück.